# 霍爾特鎮區 (明尼蘇達州馬歇爾縣)
霍爾特鎮區（英語：Holt Township）是位於美國明尼蘇達州馬歇爾縣的一個行政鎮區。

## 地方資料
霍爾特鎮區的面積為87.45平方千米，皆為陸地。根據2020年美國人口普查的數據，當地共有人口120人，而人口密度為每平方千米1.37人。